# Лондонски български хор
Лондонският български хор (на английски: London Bulgarian Choir) е смесен хор в Лондон.
Репертоарът му се състои от обработки на българска народна музика.
От създаването му през 2000 г. хорът е ръководен от Десислава Стефанова (р. 1975), възпитаничка на старозагорския детски ансамбъл „Загорче“ и на държавния фолклорен ансамбъл „Филип Кутев“. Части от хора участват в записа на саундтрака на холивудската епика „Троя“ (2004).